# Stellaria
- Commons
- Wikispecies

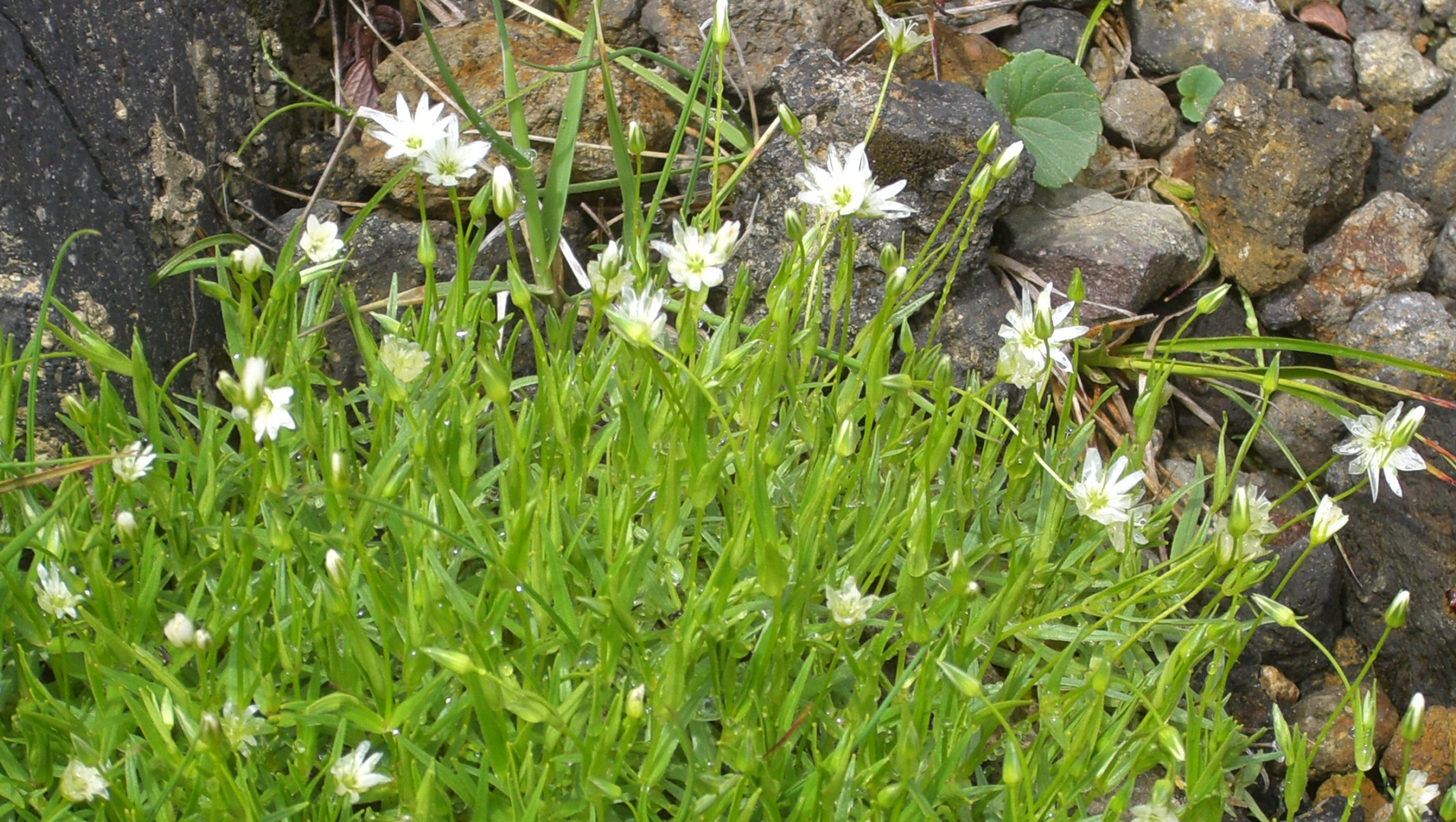
Stellaria nipponica

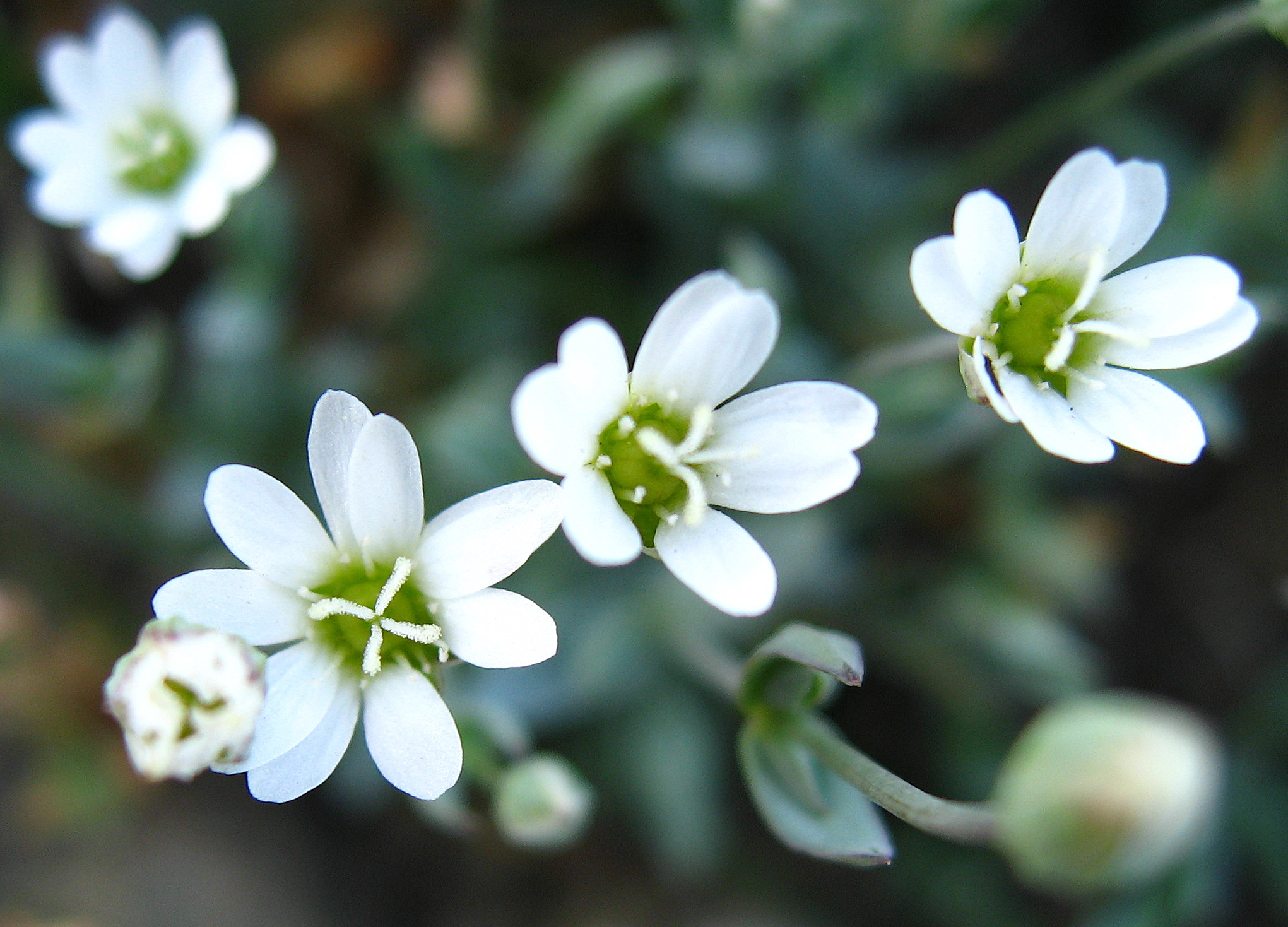
Stellaria longipes

O género botânico Stellaria L. compreende plantas dicotiledóneas  da família das Caryophyllaceae.
Estas plantas servem de alimento para as larvas de alguns lepidópteros (borboletas), incluindo a espécie Idaea aversata.

## Sinonímia
| - Malachium Fr. ex Rchb. - Myosoton Moench - Alsine L. | - Fimbripetalum (Turcz.) Ikonn. - Tytthostemma Nevski |

## Espécies
| - Stellaria aquaticum - Stellaria graminea - Stellaria holostea - Stellaria media | - Stellaria neglecta - Stellaria nemorum - Stellaria palustris - Stellaria uliginosa |

- Lista completa

## Classificação do gênero
| Sistema | Classificação                    | Referência               |
| ------- | -------------------------------- | ------------------------ |
| Linné   | Classe Decandria, ordem Trigynia | Species plantarum (1753) |